# Vengeance à l'aube
Pour plus de détails, voir Fiche technique et Distribution.
Vengeance à l'aube (titre original : Dawn at Socorro) est un film américain réalisé par George Sherman, sorti en 1954.

## Synopsis
Un tueur voudrait s'amender mais tout se ligue contre lui.

## Fiche technique
- Titre : Vengeance à l'aube
- Titre original : Dawn at Socorro
- Réalisation : George Sherman
- Scénario : George Zuckerman
- Photographie : Carl E. Guthrie
- Montage : Edward Curtiss
- Musique : Frank Skinner, Herman Stein (non crédités)
- Direction artistique : Robert Clatworthy et Alexander Golitzen
- Décorateur de plateau : Russell A. Gausman et Ruby R. Levitt
- Costumes : Jay A. Morley Jr.
- Producteur : William Alland
- Société de production : Universal Pictures
- Distribution : Universal Pictures
- Pays de production :  États-Unis
- Langue : Anglais
- Format : Technicolor - Son : Mono (Western Electric Sound System)
- Genre : Western
- Durée : 80 minutes
- Dates de sortie : 
  - États-Unis 27 août 1954 (New York) et 1er septembre 1954 (sortie nationale)
  - France 1er octobre 1955

## Distribution
- Rory Calhoun : Brett Wade
- Piper Laurie : Rannah Hayes
- David Brian : Dick Braden
- Kathleen Hughes : Clare
- Alex Nicol : Jimmy Rapp
- Edgar Buchanan : Sheriff Cauthen
- Mara Corday : Letty Diamond
- Roy Roberts : Doc Jameson
- Skip Homeier : Buddy Ferris
- James Millican : Marshal Harry McNair
- Lee Van Cleef : Earl Ferris
- Stanley Andrews : Old Man Ferris
- Richard Garland : Tom Ferris
- Scott Lee : Deputy Vince McNair
- Paul Brinegar : Desk Clerk